# Hemistyela
Hemistyela is een geslacht van zakpijpen (Ascidiacea) uit de familie van de Pyuridae en de orde Stolidobranchia.

## Soorten
- Hemistyela hirta (Monniot C. & Monniot F., 1977)
- Hemistyela pacifica Sanamyan & Sanamyan, 2006
- Hemistyela pilosa Millar, 1955